# جيوفاني باتيستا ريم
جيوفاني باتيستا ريم (بالإيطالية: Giovanni Battista Re)‏ (و. 1934  م) هو عالم عقيدة، وكاهن كاثوليكي إيطالي، ولد في بريشا.

## مناصب
تولى منصب Congregation for Bishops ‏، وأسقف، ورئيس الاساقفة، والكاردينال، وأسقف كاثوليكي.

## التعليم
تعلم في الأكاديمية الكنسية البابوية ‏، والجامعة الغريغورية الحبرية.

## جوائز
حصل على جوائز منها:
- وسام استحقاق الجمهورية الإيطالية.

## روابط خارجية
- جيوفاني باتيستا ريم على موقع مونزينجر (الألمانية)